# Јелена Олејникова
Јелана Олејникова (Зерноград, 9. децембар 1976) је бивша руска атлетичарка која се такмичила у троскоку.
Први значјнији успех је постигла на 21. Универзијади 2001. у Пекингу када је освојила треће место. Исти успех је постигла 2002. када је на Европским првенствима у дворани у Бечу и отвореном у Минхену.

## Значајнији резултати у троскоку
| Год. | Такмичење                       | Место              | Пласман | Резултат |
| ---- | ------------------------------- | ------------------ | ------- | -------- |
| 2001 | Светско првенство на отвореном  | Едмонтон, Канада   | 6 кв.   | 13,95    |
| 2001 | Универзијада                    | Пекинг Кина        | 3       | 14,39    |
| 2001 | ИААФ финале                     | Мелбурн Аустралија | 5       | 14,16    |
| 2002 | Европско првенство у дворани    | Беч, Аустрија      | 3       | 14,30    |
| 2002 | Европско првенство на отвореном | Минхен Немачка     | 3       | 14,54    |
| 2002 | ИААФ Светски куп                | Мадрид, Шпанија    | 6       | 13,79    |
| 2003 | Светско првенство на отвореном  | Париз, Француска   | 14      | 13,92    |
| 2005 | Европско првенство у дворани    | Мадрид Шпанија     | 7       | 14,07    |

### Лични рекорди
- на отвореном:

троскок — 14,83 м 17. јун 2002, Праг, Чешка Република
- у дворани

троскок — 14,60 м 11. март 2001, Москва, Русија